# Yoshimitsu Yamada
Yoshimitsu Yamada (山田嘉光, 17 de febrero de 1938-15 de enero de 2023) fue un artista marcial japoestadounidense, 8.º dan de aikido. Fue director de la escuela de aikido New York Aikikai (la de mayor difusión en EE. UU., fundada por Yasuo Ohara en 1961), presidente de la United States Aikido Federation (USAF), fundador (en 1996) y presidente de la Federación Latinoamericana de Aikido (no confundir con la Federación Aikikai Latinoamericana de Aikido), y fue miembro del Consejo Superior de la Federación Internacional de Aikido (IAF).

## Biografía
Nació el 17 de febrero de 1938 en Tokio, Japón. Los siguientes años, debido a la Segunda Guerra Mundial (1939-1945), su familia se muda temporalmente a Chinju (un pueblo de Corea), para regresar a Japón a estudiar en la Universidad de Aoyama Gakuin.
En 1955, con 17 años, es aceptado como uchideshi (estudiante interno) en el Hombu Dojo. Y tiempo después es delegado para enseñar en una base militar de EE. UU.; de este modo fue aprendiendo el idioma y la cultura americana, que lo fascinaron.
En 1964 un grupo de exalumnos de la base militar solicitaron al Hombu Dojo el envío de un representante para hacer una demostración de artes marciales en la Feria Mundial en Nueva York. En 1984 recibe la visita del segundo Doshu Kisshomaru Ueshiba. En 1992 se le une su amigo Seiichi Sugano Sensei (fallecido en agosto de 2010). De modo que, durante unos años, la escuela de Nueva York fue la única en el mundo en la que estaban presentes simultáneamente dos estudiantes directos de O-Sensei, además, siendo ambos 8.º dan y distinguidos como Shihan.
En 2004, la New York Aikikai celebró su 40.º aniversario con un campamento de verano en la Universidad Colgate, en el que estuvieron presentes muchos Shihan y el tercer Doshu Moriteru Ueshiba. En febrero de 2010 funda la organización Aikido Sansuikai International durante un seminario en República Dominicana, reconocida por el Hombu Dojo.
Yamada Sensei murió en Nueva York el 15 de enero de 2023, a la edad de 84 años.